# Hortiboletus
Hortiboletus är ett släkte av soppar tillhörande familjen Boletaceae som på molekylärfyletisk grund beskrevs av Giampaolo Simonini, Alfredo Vizzini och Matteo Gelardi 2015 för att till att börja med endast inrymma rödsopp Hortiboletus rubellus (tidigare Boletus (Xerocomellus) rubellus). Därefter har ytterligare arter som tidigare placerades i släktena Boletus, Xerocomellus och/eller Xerocomus förts över och några helt nybeskrivna arter tillkommit. Namnet har bildats genom tillägg av prefixet horti-, "trädgårds-",  som syftar på rödsoppens typiska växtplatser.

## Arter
- Hortiboletus amygdalinus (sp.nov. 2016)
- Hortiboletus bubalinus
- Hortiboletus campestris
- Hortiboletus engelii
- Hortiboletus indorubellus (sp.nov. 2016)
- Rödsopp Hortiboletus rubellus
- Hortiboletus subpaludosus

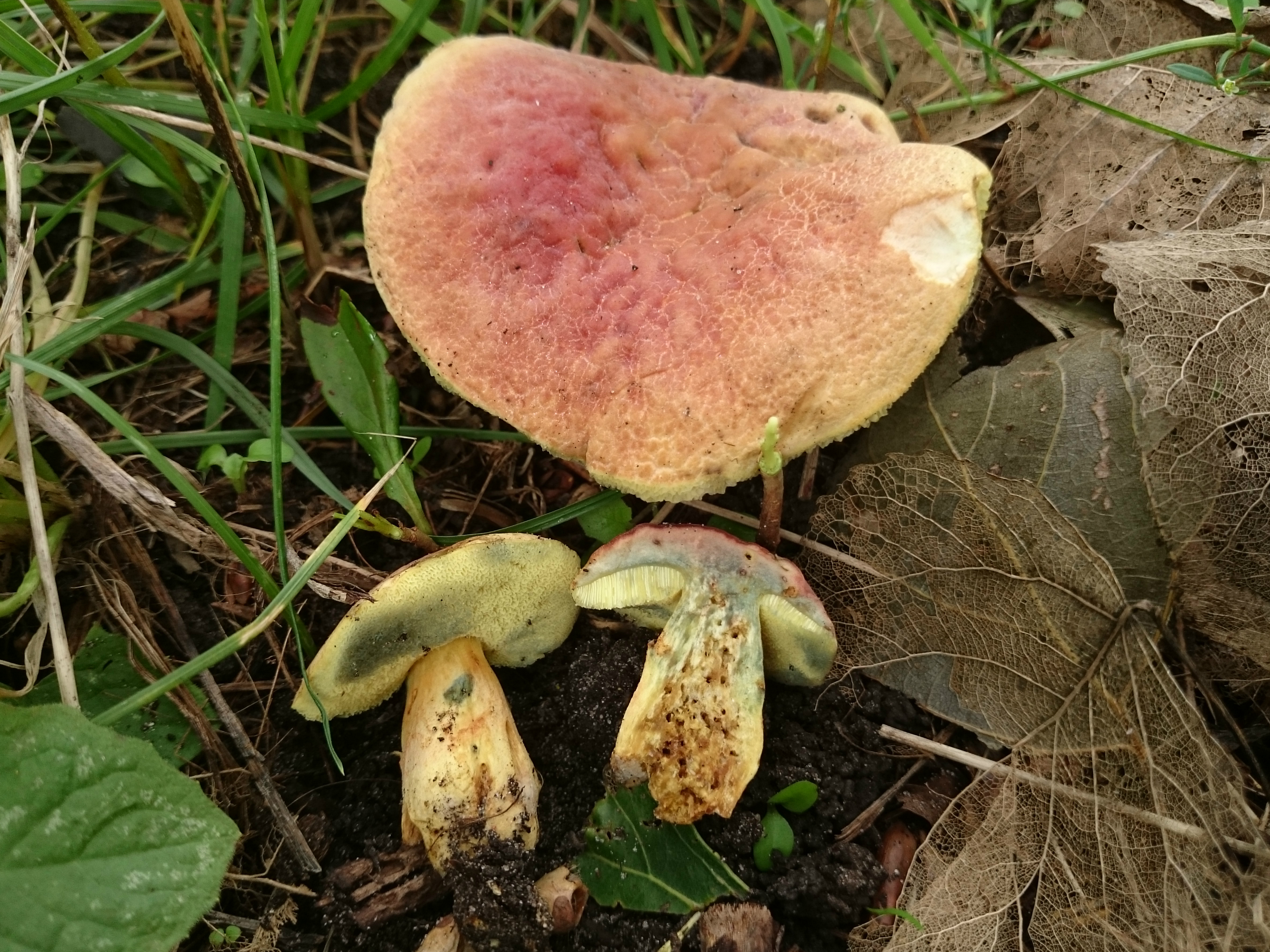
Hortiboletus bubalinus
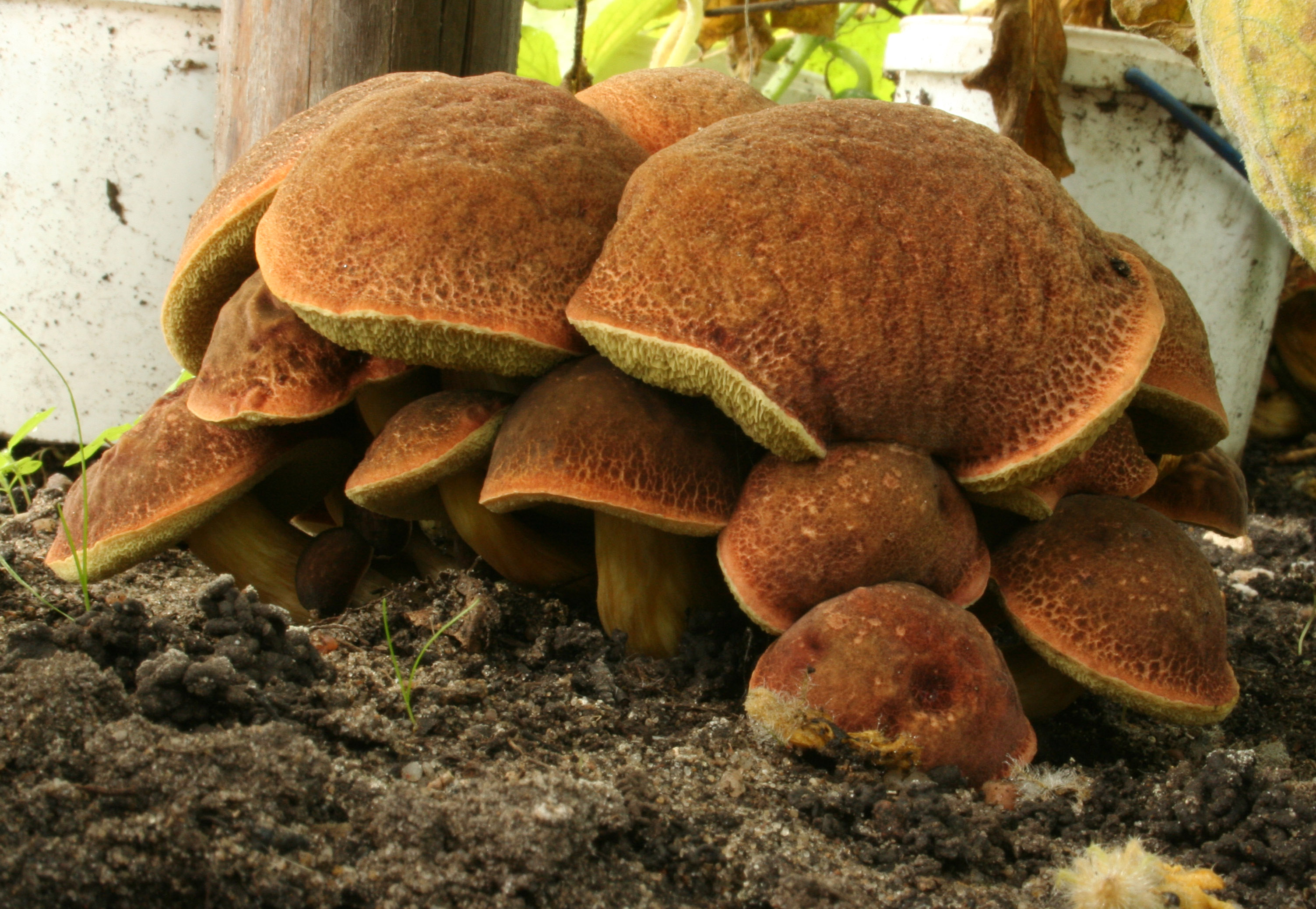
Hortiboletus engelii
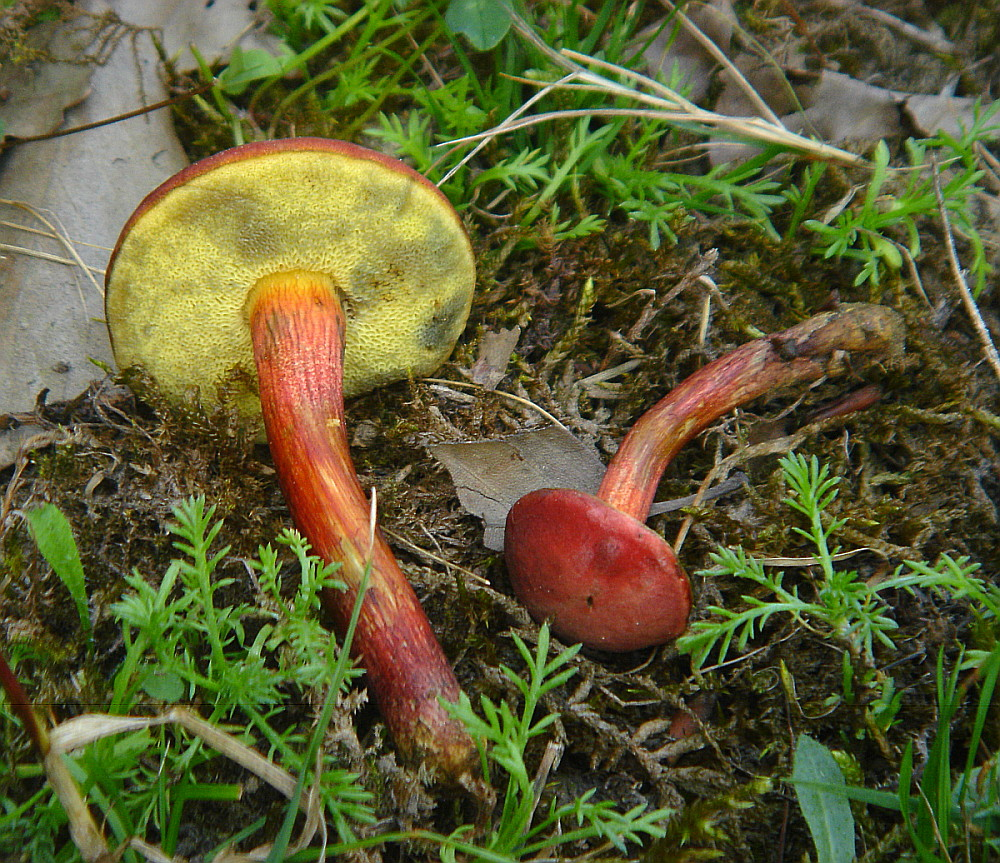
Hortiboletus rubellus